# Liste der Nummer-eins-Hits in Neuseeland (1969)
Diese Liste enthält alle Nummer-eins-Hits in Neuseeland im Jahr 1969. Es gab in diesem Jahr 30 Nummer-eins-Singles.
| Singles |
| --- |
| - The Tremeloes – My Little Lady - 1 Woche (27. Dezember 1968 – 2. Januar 1969) - Für die Zeit vom 3. bis zum 16. Januar wurde keine Hitparade veröffentlicht. - The Supremes – Love Child - 2 Wochen (17. Januar – 30. Januar) - The Scaffold – Lily the Pink - 1 Woche (31. Januar – 6. Februar) - Lulu – I’m a Tiger - 1 Woche (7. Februar – 13. Februar) - Barry Ryan – Eloise - 1 Woche (14. Februar – 20. Februar) - Dave Dee, Dozy, Beaky, Mick & Tich – Wreck of the Antonette - 1 Woche (21. Februar – 27. Februar) - Marmalade – Ob-La-Di, Ob-La-Da - 1 Woche (28. Februar – 6. März) - The Marbles – Only One Woman - 1 Woche (7. März – 13. März) - The Beatles – Ob-La-Di, Ob-La-Da - 1 Woche (14. März – 20. März) - The Bee Gees – I Started a Joke - 2 Wochen (21. März – 3. April) - Manfred Mann – Fox on the Run - 1 Woche (4. April – 10. April) - The Rebels – My Son John - 2 Wochen (11. April – 24. April) - John Rowles – M’Lady - 1 Woche (25. April – 1. Mai) - Tommy James & the Shondells – Crimson and Clover - 3 Wochen (2. Mai – 22. Mai) - Peter Sarstedt – Where Do You Go To (My Lovely)? - 2 Wochen (23. Mai – 5. Juni) - The Beatles & Billy Preston – Get Back - 2 Wochen (6. Juni – 19. Juni) - The Cowsills – Hair - 4 Wochen (20. Juni – 17. Juli) - Elvis Presley – In the Ghetto - 4 Wochen (18. Juli – 14. August) - Creedence Clearwater Revival – Bad Moon Rising - 1 Woche (15. August – 21. August, insgesamt 2 Wochen) - Tommy Roe – Heather Honey - 1 Woche (22. August – 28. August) - Creedence Clearwater Revival – Bad Moon Rising - 1 Woche (29. August – 4. September, insgesamt 2 Wochen) - Zager and Evans – In the Year 2525 (Exordium & Terminus) - 2 Wochen (5. September – 18. September) - The Rolling Stones – Honky Tonk Women - 1 Woche (19. September – 25. September) - Shane – Saint Paul - 6 Wochen (26. September – 6. November) - Robin Gibb – Saved by the Bell - 1 Woche (7. November – 13. November) - Hi Revving Tongues – Rain & Tears - 1 Woche (14. November – 20. November) - The Beatles – Something - 2 Wochen (21. November – 4. Dezember) - The Bee Gees – Don’t Forget to Remember - 2 Wochen (5. Dezember – 18. Dezember) - Elvis Presley – Suspicious Minds - 2 Wochen (19. Dezember – 25. Dezember) - The Beatles – Come Together - 1 Woche (26. Dezember 1969 – 1. Januar 1970) |